# Yibin
Yibin (chiń. upr. 宜宾; chiń. trad. 宜賓; pinyin Yíbīn) – miasto o statusie prefektury miejskiej w środkowych Chinach, w prowincji Syczuan, w Kotlinie Syczuańskiej, port nad Jangcy, przy ujściu rzeki Min Jiang. 
W 2010 roku liczba mieszkańców miasta wynosiła 242 265. Prefektura miejska w 1999 roku liczyła 5 040 769 mieszkańców. Ośrodek przemysłu chemicznego, spożywczego, papierniczego, maszynowego, włókienniczego, elektronicznego i hutniczego metali nieżelaznych. Stolica rzymskokatolickiej diecezji Suifu.
W mieście znajduje się port lotniczy Yibin.

## Podział administracyjny
Prefektura miejska Yibin podzielona jest na:
- dzielnicę: Cuiping,
- 9 powiatów: Yibin, Nanxi, Jiang’an, Changning, Gao, Junlian, Gong, Xingwen, Pingshan.